# Selawangi (Tanjungsari)
Selawangi is een bestuurslaag in het regentschap Bogor van de provincie West-Java, Indonesië. Selawangi telt 7099 inwoners (volkstelling 2010).